# مارماهی دریایی معمولی
مارماهی دریایی معمولی (نام علمی: Muraenesox bagio) نام یک گونه از سرده مارماهی‌های دریایی است.